# Санников, Николай Иванович
Николай Иванович Санников (1837 — 1910) — военный губернатор Акмолинской области, генерал от инфантерии. Член ЗСОИРГО (1892)

## Биография
Родился 9 ноября 1837 года, происходил из дворян Киевской губернии. В 1856 году после окончания Константиновского кадетского корпуса, Санников был произведен в прапорщики и назначен состоять в Гренадерском саперном батальоне. С 1859 года произведён в подпоручики.
В 1860 году он поступил в Николаевскую инженерную академию, в 1862 году по окончании академии по 1-му разряду, был произведён в поручики, и в этом же году в штабс-капитаны.
С 1863 года был переведен в гвардию, с 1863 года подпоручик, поручик гвардии, в 1866 года штабс-капитан.
С 1868 года командир роты Гренадёрского сапёрного батальона, в 1869 году произведен в капитаны, в 1871 года произведён в полковники. В 1872 году назначен командиром Гренадерского саперного батальона.
В 1878 году был назначен командиром 48-го пехотного Одесского полка, участвовал в Русско-турецкой войне. За боевые отличия был награждён орденом Св. Владимира 3-й степени с мечами и пожалован Золотой саблей «За храбрость».
В 1884 году произведен в генерал-майоры и назначен генералом для особых поручений при командующем войсками Киевского военного округа.
С 1890 года назначен военным губернатором Акмолинской области. В 1896 году произведён в генерал-лейтенанты.
В 1902 году уволен в отставку с производством в генералы от инфантерии.
В отставке жил в своем имении дер. Паршино Алексинского уезда Тульской губернии.
Скончался в 01.09.1910 г.  (14.09.1910). Похоронен в селе Лысцево (ныне Маяк) Тульской губернии, могила не сохранилась.

## Награды
- Орден Святой Анны 3-й степени (1867 год);
- Орден Святого Станислава 2-й степени (1870 год);
- Орден Святой Анны 2-й степени (1873 год);
- Орден Святого Владимира 4-й степени (1876 год);
- Золотая сабля «За храбрость» (1878 год);
- Орден Святого Владимира 3-й степени с мечами (1878 год);
- Орден Святого Станислава 1-й степени (1888 год);
- Орден Святой Анны 1-й степени (1891 год);
- Орден Святого Владимира 2-й степени (1899 год).

## Семейная связь
- Жена Елена Алексеевна Степанова (скончалась в Ницце 11.10.1930).
- Его брат Сергей — генерал-лейтенант, начальник 11-й кавалерийской дивизии.
- Его сын Пётр (1875 - 1966 в Саратове) — полковник, за храбрость во время Первой мировой войны награждён Георгиевским оружием (ВП 15.05.1916).
- Его дочь Надежда (1876-1895)
- Его дочь Наталья (06.08.1879 в Подольске - 08.01.1975 в Ницце)
- Его дочь Софья (1877—1970 в Ставрополе) с 1897 замужем за Румянцевым Михаилом Алексеевичем (1864—1920), капитан с 1896, генерал-майор с 1910[2]